# Yolandi Stander
Yolandi Stander (* 27. November 1998) ist eine südafrikanische Leichtathletin, die sich auf den Diskuswurf spezialisiert hat und zu Beginn ihrer Karriere auch im Kugelstoßen an den Start ging.

## Sportliche Laufbahn
Erste internationale Erfahrungen sammelte Yolandi Stander bei den Jugend-Afrikaspielen 2014 in Gaborone, bei denen sie mit einer Weite von 44,74 m die Goldmedaille im Diskuswurf gewann. Im Kugelstoßen nahm sie an den Olympischen Jugendspielen in Nanjing teil und belegte dort mit 14,45 m im B-Finale den vierten Platz. Im Jahr darauf siegte sie bei den Jugendafrikameisterschaften in Réduit mit 14,95 m im Kugelstoßen und gewann mit dem Diskus mit 40,94 m die Bronzemedaille. Damit qualifizierte sie sich für die Jugendweltmeisterschaften in Cali, bei denen sie mit 14,82 m in der Kugelstoß-Qualifikation ausschied und mit dem Diskus mit 47,85 m Rang sieben erreichte. 2017 siegte sie mit einer Weite von 49,13 m bei den Juniorenafrikameisterschaften in Tlemcen und musste sich im Kugelstoßen mit 12,72 m mit Silber begnügen. 2018 wurde sie bei den Afrikameisterschaften in Asaba mit 48,35 m Sechste. Im Jahr darauf belegte sie bei der Sommer-Universiade in Neapel mit 52,40 m den zehnten Platz mit dem Diskus, ehe sie bei den Afrikaspielen in Rabat mit 57,75 m die Silbermedaille hinter der Nigerianerin Chioma Onyekwere gewann. 2022 gelangte sie bei den Afrikameisterschaften in Port Louis mit 45,43 m auf den zehnten Platz, ehe sie bei den Commonwealth Games in Birmingham mit 55,49 m den sechsten Platz belegte. Im Jahr darauf gewann sie bei den World University Games in Chengdu mit 57,89 m die Silbermedaille hinter der Deutschen Antonia Kinzel, ehe sie bei den Weltmeisterschaften in Budapest mit 53,39 m in der Qualifikationsrunde ausschied. 2024 belegte sie bei den Afrikaspielen in Accra mit 54,44 m den fünften Platz und im Juni gelangte sie bei den Afrikameisterschaften in Douala mit 53,75 m auf Rang sechs.
In den Jahren von 2022 bis 2024 wurde Stander südafrikanische Meisterin im Diskuswurf.

## Persönliche Bestleistungen
- Kugelstoßen: 13,55 m, 11. Februar 2017 in Pretoria
- Diskuswurf: 58,80 m, 26. April 2023 in Potchefstroom